# 챕터 11
챕터 11(Chapter 11), 미국 파산법 제11장(Chapter 11 of the United States Bankruptcy Code, 미국 파산법 제11조)은 미국 파산법에 따른 조직 개편을 허용한다. 11장 파산으로 알려진 이러한 구조 조정은 코퍼레이션, 파트너십 또는 개인 사업자 등 모든 기업과 개인이 사용할 수 있지만 가장 많이 사용되는 방법은 법인이다. 대조적으로, 청산은 11장에서도 발생할 수 있지만 챕터 7은 청산 파산 과정을 규율한다. 13장은 대다수의 개인을 위한 재구성 프로세스를 제공한다.

## 같이 보기
- 회사 정리 절차